# Spiral Tribe
Spiral Tribe je freetekno soundsystém z Velké Británie, který vznikl v první polovině 90. let 20. století. V letech 1990 - 1992 uspořádal mnoho free parties v Británii. Po pauze kolektiv opět spojil síly jako SP23 a znovu pořádají free parties.
Toto volné sdružení lidí se v dobách největší slávy rozrostlo až do počtu 23 lidí. Jednalo se převážně o anglické a částečně i francouzské hudebníky. Britská legislativa ale nebyla nakloněna těmto free parties a byly přijaty zákony znemožňující volné (neorganizované) party o větším počtu osob.
Po zatčení a následném propuštění v souvislosti s Castlemorton Common Festivalem se soundsystém přesunul do Evropy, kde se podílel na množství teknivalů. Spiral Tribe iniciovali i Teknival Hostomice 1994, čímž přispěli ke zrodu freetekno scény v České republice.
V roce 2005 byl o Spiral Tribe natočen dokument "23 Minute Warning", což byl první díl kolekce "World Traveller Adventures" představující novodobé travellery.

## Členové Spiral Tribe
- Sebastian (69db)
- Mark Stormcore
- Lol Hammond
- Zander
- Simon (Crystal Distortion)
- Jeff 23 (DJ Tal)
- Ixindamix
- Curley
- MeltDown Mickey
- kaos
- MC Skallywag
- Debbie (Pheen X)
- Sally
- Alex 65
- Steve Bedlam
- James alias Jack Acid
- Little Ez
- Stefnie
- Nigel (Edge)
- DJ Aztek
- DJ Manic josh
- DJ Charlie Hall
- Hamish
- Darren
- Doug
- Sim Simmer
- Joe
- Tim
- Sancha
- Dom

## Diskografie (12")
- The EP
- U Make Me Feel So Good
- Breach The Peace
- Forward The Revolution
- Forward The Revolution (The Youth Remix)
- Spiral Tribe EP
- Sirius 23
- Spiral Tribe Sound System (The Album)
- Tecno Terra
- Don't Take The Piss
- Definitely Taking Drugs
- Expekt The Unxpekted
- SP 23
- Panasonic
- Power House
- Power House 02
- Probably Taking Drugs
- Spiral Tribe 1
- Spiral Tribe 2
- Spiral Tribe 3
- Spiral Tribe 4
- Spiral Tribe 5
- Full Fill Fromage
- Strange Breaks
- Fac'em If They Can't Tek A Joke